# Morton Mower
Morton Mower (Baltimora, 31 gennaio 1933 – Denver, 25 aprile 2022) è stato un cardiologo statunitense.

## Biografia
fu con Michel Mirowski il coinventore del defibrillatore cardiaco impiantabile (ICD), dispositivo capace di interrompere aritmie cardiache pericolose per la vita.
Lavorò al Sinai Hospital con Mirowski, insieme al quale impiantò nel 1980 il primo ICD in un essere umano. L'uso di tale apparecchio, inizialmente osteggiato da parte della comunità scientifica internazionale, è attualmente accettato come trattamento di prima scelta nella prevenzione della morte cardiaca improvvisa.
Morton Mower fu inserito nel 2002 nella National Inventors Hall of Fame insieme a Michel Mirowski.
Svolse la sua attività di ricerca presso la Johns Hopkins University.

## Pubblicazioni
- Mirowski M., Reid P.R., Mower M.M., Watkins L., Gott V.L., Schauble J.F., Langer A., Heilman M.S., Kolenik S.A., Fischell R.E., Weisfeldt M.L.:Termination of malignant ventricular arrhythmias with an implanted automatic defibrillator in human beings. N Engl J Med. 1980: 7;303:322-4.
- Mower, M.M.: Building the AICD with Michel Mirowski.Pacing Clin Electrophysiol. 1991;14:928-34